# Taouzient
Taouzient (em árabe: تاوزيانت) é uma cidade e comuna localizada na província de Khenchela, Argélia. Segundo o censo de 2008, a população total da cidade era de 10 748 habitantes.